# Аполлодор из Амфиполя
Аполлодор (др.-греч. Ἀπολλόδωρος, IV век до н. э.) — приближённый Александра Македонского.
По свидетельству Арриана, Аполлодор из Амфиполя был одним из гетайров Александра Македонского. Когда в 331 году до н. э., после битвы при Гавгамелах, царь сохранил за Мазеем гражданскую власть в Вавилоне, Аполлодор получил пост начальника гарнизона. Согласно Диодору Сицилийскому, Аполлодор и Менес из Пеллы были назначены «стратегами Вавилона и всех сатрапий до Киликии», и им была передана тысяча талантов для вербовки как можно большего количества наёмников. Сходные сведения передает Квинт Курций Руф, уточняя число воинов — две тысячи солдат, и отмечая, что они были оставлены «для управления Вавилонской областью и Киликией». По замечанию канадского учёного В. Хеккеля, в этом вопросе предпочтение следует отдавать Арриану. По всей видимости, Аполлодор оставался на своей должности до смерти Александра в 323 году до н. э. Однако, возможно, он имел основания опасаться царя вслед за возвращением того после долгого отсутствия из Индийского похода, когда началась «великая чистка» в отношении правителей, заподозренных в дурном управлении: брат Аполлодора прорицатель Пифагор по его запросу предсказал скорую кончину Гефестиона и самого Александра.